# チャールズ・A・コフィン
チャールズ・アルバート・コフィン（Charles Albert Coffin、1844年12月31日 - 1926年7月14日）は、アメリカ合衆国の実業家である。ゼネラル・エレクトリック(GE)の共同設立者であり、同社の初代社長である。

## 生涯
彼はメイン州フェアフィールドで生まれた。
18歳でマサチューセッツ州リンに移り、叔父が経営する製靴会社に入社して、20年間在籍した。その後、リンにCoffin and Cloughという自分の靴工場を設立した。
1883年、リンの実業家・サイラス・アボット・バートンから、コネチカット州ニューブリテンの経営難の電気機器メーカーを買収してリンに移転させ、経営に参加しないかという誘いを受けた。コフィンは同社を買収し、電気技師のエリフ・トムソンとエドウィン・J・ヒューストンを招聘してトムソン・ヒューストン・エレクトリックに改称した。コフィンは同社をトーマス・エジソンの会社と同規模の会社に成長させた。
コフィンの下で、トムソン・ヒューストン社はアメリカ南部に発電所を設置した。そのうちの2つはジョージア州アトランタにあり、1889年にはジョージア州の実業家・ジョエル・ハートが路面電車を運行させた。
1892年、トムソン・ヒューストン社とエジソンの会社が合併してゼネラル・エレクトリックとなり、コフィンは初代社長・CEOに就任した。合併して早々、1893年恐慌により会社は試練に立たされた。コフィンはニューヨークの銀行と交渉し、GEが所有する公益事業株と引き換えに資金を調達した。
1890年代後半には、GEはウェスティングハウス・エレクトリックとともに重要な電気関連特許の複占を確立した。1901年に会社の研究所を設立した。チャールズ・プロテウス・スタインメッツの提案によるもので、これは米国初の産業研究所だった。彼は、発電を前進させたカーティス蒸気タービンの応用と開発においてGEの技術者を支援した。
彼は1922年に取締役を引退し、大量のGEの株式を取得した。1926年に亡くなったとき、世界で最も裕福な人物の一人だった。
| ビジネス      | ビジネス                                 | ビジネス                   |
| ------------- | ---------------------------------------- | -------------------------- |
| 先代 （なし） | ゼネラル・エレクトリック社長 1892 – 1912 | 次代 エドウィン・W・ライス |
| 先代 （なし） | ゼネラル・エレクトリック会長 1913 – 1922 | 次代 オーウェン・D・ヤング |